# Сухов Леонід Іванович
Леонід Іванович Сухов (*30 жовтня 1940) — український таксист, народний депутат СРСР від Харківського-Ленінського територіального виборчого округу № 519 Харківської області у 1989—1991 роках....

## Біографія
Леонід Сухов народився 30 жовтня 1940 року, росіянин, безпартійний, освіта середня. До обрання народним депутатом працював таксистом автотранспортного підприємства № 16301 Харкова. Переміг на виборах З'їзду Народних депутатів СРСР 1989 року, набравши 52 % голосів і випередивши функціонера Харківського обкому КПРС Браницького. Був членом комісії Ради Союзу Верховної ради СРСР з питань транспорту, зв'язку та інформатики. За політичними поглядами сталініст, з 13 липня 1991 року був членом більшовицької платформи в КПРС.
Після розпаду СРСР працював таксистом у Харкові, 2011 року вийшов на пенсію, проживає у смт Солоницівка Дергачівського району, неподалік Харкова.  